# 中新镇 (三台县)
中新镇，是中华人民共和国四川省绵阳市三台县下辖的一个乡镇级行政单位。2019年12月，撤销乐加乡，将其所属行政区域划归中新镇管辖，中新镇人民政府驻新建街7号。

## 行政区划
中新镇下辖以下地区：
社区、安乐村、高新村、辛勤村、金钩村、青林村、大林村、革新村、红豆村、培元村、五碑村、益新村、巩固村、齐心村、双月村和竹园村。